# (55221) Nancynoblitt
(55221) Nancynoblitt est un astéroïde de la ceinture principale.

## Description
(55221) Nancynoblitt est un astéroïde de la ceinture principale. Il fut découvert le 11 septembre 2001 à Terre Haute par Chris Wolfe. Il présente une orbite caractérisée par un demi-grand axe de 3,15 UA, une excentricité de 0,27 et une inclinaison de 20,4° par rapport à l'écliptique.

## Compléments